# A7V
O A7V foi o único tanque alemão produzido durante a Primeira Guerra Mundial. Seu desenvolvimento ocorreu somente no final da guerra, quando em 1917 100 unidades foram encomendadas, e devido ao pequeno número de unidades produzidas ele teve pouca influência no curso do conflito. Estiveram em combate somente entre março e outubro de 1918.

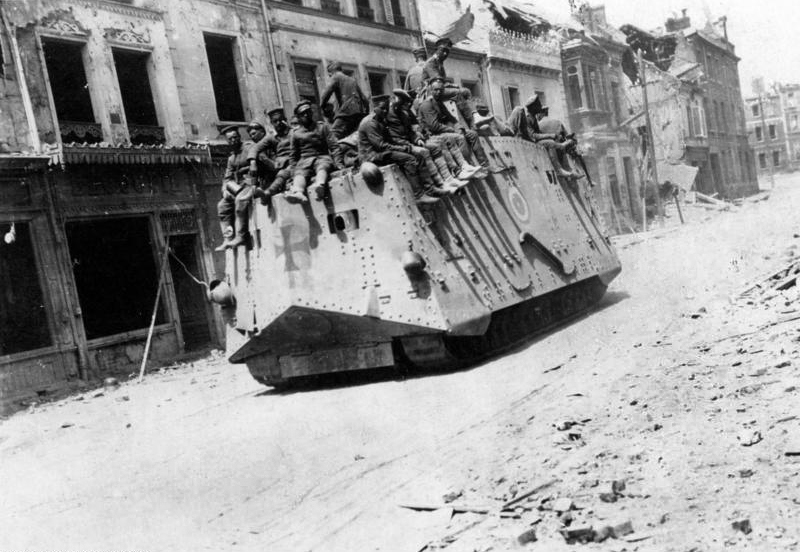
Um A7V em Roye em 21 de março de 1918.

## História
O projeto de projetar e construir o primeiro tanque alemão foi colocado sob a direção de Joseph Vollmer, um dos principais designers de automóveis da Alemanha. Era para pesar cerca de 30 toneladas, ser capaz de atravessar valas de até 1,5 metros de largura, ter armamento, incluindo canhões na parte dianteira e traseira, bem como várias metralhadoras, e alcançar uma velocidade máxima de pelo menos 12 km/h.

## Design
O tanque possuía 7 metros de comprimento, 3 metros de largura e com altura de 3 metros também. Sua blindagem consistia em chapas de aço de 20 mm nas laterais, 30 mm na frente e 10 mm no teto. Entrementes, sua blindagem não era de aço endurecido, o que reduzia sua eficácia, era somente espesso o suficiente para parar os tiros de metralhadoras e rifles, mas, não os tiros de calibre maior. 
Sua tripulação padrão consistia normalmente de 18 pessoas sendo 1 oficial comandante (Tenente), mecânico e o restante de soldados de infantaria (seis artilheiros, seis carregadores, dois artilheiros principais e carregador).

## Armamento
O A7V estava equipado com 6 metralhadoras MG08 7.92 mm, e um canhão frontal de 5.7 cm QF 6 pounder Nordenfelt de origem inglesa e que foram capturadas na Belgica antes do inicio da guerra.

## Propulsão
O poder veio de dois motores de gasolina  Daimler de 4 cilindros montados centralmente, fornecendo 75 kW (101 hp) cada; O A7V carregava 500 litros de combustível. A velocidade máxima foi de cerca de 15 quilômetros por hora (9.3 mph) em estradas e 5 quilômetros por hora (3.1 mph) quando fora de estrada. A suspensão de 24 rodas foi suspensa individualmente - uma vantagem sobre os tanques britânicos não suspensos.

## Variante
- A7V-U: Uma tentativa de reproduzir a capacidade total dos tanques britânicos, o A7V-U ainda estava baseado no chassi Holt, mas tinha um casco romboidal e trilhas inteiras. Foi recuperado três meses depois por tropas australianas e britânicas, e levado para a Austrália em 1919 como um troféu.